# Ma'oz Aviv Alef
Ma'oz Aviv Alef (hebrejsky: 'מעוז אביב א, doslova Jarní pevnost A) je čtvrť v severovýchodní části Tel Avivu v Izraeli. Je součástí správního obvodu Rova 2 a samosprávné jednotky Rova Cafon Mizrach. Spolu se sousedním čtvrtí Ma'oz Aviv Bet tvoří dohromady širší urbanistický celek Ma'oz Aviv.

## Geografie
Leží na severovýchodním okraji Tel Avivu, cca 3 kilometry od pobřeží Středozemního moře a cca 1,5 kilometrů severně od řeky Jarkon, v nadmořské výšce cca 30 metrů. Na východě sousedí se čtvrtí Hadar Josef, na severu s Tel Baruch Darom, na západě areálem Telavivské univerzity, odděleným ovšem dopravním koridorem s takzvanou Ajalonskou dálnicí (dálnice číslo 20) a železniční tratí. Na jihu pak čtvrť sousedí a s pásem zeleně podél Jarkonu (Park Jarkon), kde se rozkládá sportovní areál Národní sportovní centrum Tel Aviv (Merkaz ha-sport ha-le'umi Tel Aviv) a dále k jihozápadu i výstavní areál Tel Aviv Exhibition Centre.

## Popis čtvrti
Plocha čtvrti je vymezena na severu třídou Sderot Keren kajemet le-Jisra'el, na jihu křižovatkou ulic Bnej Efrajim a Refidim, na východě ulicí Bnej Efrajim a na západě ulicí Refidim.  Jde o původní starší zástavbu čtvrti Ma'oz Aviv. Ta byla později plošně rozšířena o obytný soubor Ma'oz Aviv Bet, který je situován východně od ulice Bnej Efrajim.